# 어드미턴스
어드미턴스(admittance)란, 교류 회로에 있어서 전류가 얼마나 잘 흐르나를 나타내는 수치이다. 임피던스의 역수다. 국제단위계에서 단위는 지멘스다. 계산을 간략화하기 위해 복소수 표시로 표시되는 일이 잦다. 저항의 역수인 컨덕턴스와 리액턴스의 역수인 서셉턴스를 포함한다.
이하에서는 j : 허수단위, ω : 교류의 각진동수 로 놓는다.

## 저항에 의한 것
컨덕턴스 성분으로 불린다. 전기 전도를 G, 전기전도에 의한 어드미턴스를 YG로 놓으면
YG = G
와 같은 식이 성립한다.

## 인덕턴스에 의한 것
유도서셉턴스 (Susceptance) 성분으로 불린다. 인덕턴스를 L, 인덕턴스에 의한 어드미턴스를 YL으로 놓으면
YL = 1 /( j ω L)
와 같은 식이 성립한다.

## 전기용량에 의한 것
용량서셉턴스 성분으로 불린다. 전기용량을 C, 전기용량에 의한 어드미턴스를 YC으로 놓으면
YC = j ω C
와 같은 식이 성립한다.

## R,L,C병렬회로
RLC 병렬회로에 있어서 총합 어드미턴스를 Y, 서셉턴스 성분을 B, 가해주는 전압의 복소수표시를 V, 실효치를 Ve, 흘려주는 전류의 복소수표시를 I, 실효치를 Ie으로 놓으면 다음과 같은 식이 성립한다.
Y = G + 1 /( j ω L )+ j ω C = G + j B
B = ω C - 1/( ω L )
I = V Y
Ie = |I| = Ve |Y|
{\displaystyle I_{e}=V_{e}{\sqrt {G^{2}+B^{2}}}}
또한 전류와 전압의 위상차는 다음과 식으로 표시된다.
{\displaystyle \phi =\tan ^{-1}{\frac {B}{G}}}

## 같이 보기
- 이미턴스
- 임피던스
- 교류 회로
- 직류 회로, 옴의 법칙
- 전기 저항, 전기 전도
- 전력, 전압, 전류